# Крутояровка (Днепропетровская область)
Крутояровка (укр. Крутоярівка) — село,
Зорянский сельский совет,
Межевский район,
Днепропетровская область,
Украина.
Код КОАТУУ — 1222683302. Население по переписи 2001 года составляло 146 человек.

## Географическое положение
Село Крутояровка находится на правом берегу реки Бык,
выше по течению на расстоянии в 1 км расположено село Новомарьевка (Добропольский район),
на противоположном берегу в месте впадения реки Гришинка — село Лиман (Добропольский район).
Река в этом месте извилистая, образует лиманы, старицы и заболоченные озёра.

## Известные уроженцы
- Божко, Савва Захарович (1901—1947) — украинский писатель.